# Miklós Vásárhelyi
Miklós Vásárhelyi (9. října 1917 Rijeka – 31. července 2001 Budapešť) maďarský novinář, v roce 1956 byl tiskovým mluvčím druhé a třetí vlády Imre Nagye.

## Život
Dětství strávil v Rijece, kde také započal svá studia, v letech 1936–1937 pak studoval v Římě na právnické fakultě. Roku 1939 se přestěhoval do Maďarska, kde studoval na právnické fakultě univerzity v Debrecínu. V tomto období se stal členem první Maďarské komunistické strany. Za druhé světové války se připojil k odpůrcům války, do roku 1941 byl tajemníkem organizace mladých sociálních demokratů ve Starém Budíně. Poté, co Maďarsko vstoupilo do války (26. června 1941), byl kvůli svému židovskému původu povolán na pracovní službu. Po německé okupaci Maďarska roku 1944 se stal členem ozbrojeného odboje.
Po válce se stal pracovníkem listů Szabadság a Szabad Nép. V této funkci se v letech 1946–1947 zúčastnil mírových jednání v Paříži. V roce 1950 byl krátce také ředitelem Maďarského rozhlasu, roku 1951 se stal odpovědným redaktorem nakladatelství Művelt Nép Könyvkiadó a mezi lety 1952–1954 šéfredaktorem listu Hungary–Vengrija. V květnu roku 1954 se stal místopředsedou Tiskové kanceláře rady ministrů.
Byl podporovatel Imre Nagye a jeho reformních snah, proto jej i všechny další reformní komunisty v dubnu 1955 komunisté z „tvrdé linie“ odvolali z funkcí, ale ze strany vyloučen nebyl. 27. května 1955 společně s Miklósem Gimesem na jednom stranickém zasedání požadoval přezkoumání procesu s László Rajkem a také podepsal memorandum, které požadovalo zrušení kontroly kulturního života. Proto byl 24. prosince 1955 vyloučen ze strany.
Po vyloučení následně pracoval jako knihovník a během revoluce, přesně 1. listopadu 1956, se stal tiskovým mluvčím druhé vlády Imre Nagye. V den sovětské okupace 4. listopadu 1956 uprchl společně s dalšími členy vlády na jugoslávské velvyslanectví, odkud byl však 23. listopadu nucen odejít. Byl deportován do Rumunska, kde byl spolu se svými společníky držen v zajetí v obci Snagov. Následně byli 10. dubna 1957 převezeni zpět do Maďarska. V Budapešti byl pak v procesu s Nagyem odsouzen na pět let do vězení.
Roku 1960 byl amnestií z vězení osvobozen, poté pracoval jako lektor v nakladatelství Képzőművészeti Kiadó, ovšem kvůli své minulosti se stal pro nakladatelství přítěží, a proto byl propuštěn. Místo našel v jedné stavební firmě, kde jako zásobovač pracoval do roku 1972. Od roku 1965 se stal také spolupracovníkem vědeckého časopisu Élet és Tudomány. V roce 1972 se stal pracovníkem Ústavu literární vědy Maďarské akademie věd, kde bádal v oblasti dějin žurnalistiky. Od roku 1973 byl dramaturgem u MAFILM.
Aktivně pomohl při dosahování změny režimu, podporoval rehabilitaci mučedníků represí po revoluci 1956. V roce 1988 se stal zakládajícím členem Új Márciusi Front a nevládní organizace Történelmi Igazságtétel Bizottság, sloužící obětem komunistického režimu. Byl jedním z řečníků při znovupohřbení Imre Nagye a jeho spolupracovníků 16. června 1989.
Po změně režimu byl jedním ze zakládajících členů Svazu svobodných demokratů, mezi lety 1990–1994 byl poslancem maďarského parlamentu. V letech 1994–2001 plnil funkci předsedy Sorosovy nadace.